# Ciudad Jardín (Las Palmas de Gran Canaria)
Ciudad Jardín es un barrio residencial ubicado en pleno centro de la ciudad de Las Palmas de Gran Canaria, entre los barrios de Alcaravaneras y Arenales. Es un barrio fundamentalmente compuesto por viviendas unifamiliares de una o dos plantas generalmente ajardinadas y con amplias zonas verdes para el esparcimiento entre las que destacan el parque Doramas y el parque Romano.

## Historia
Ciudad Jardín surge del encargo, hecho en 1922 por el ayuntamiento al arquitecto canario Miguel Martín Fernández de la Torre, de un plan de ordenación urbana para el conjunto de la ciudad. Fruto de dicho estudio fue el desarrollo de la arquitectura de estilo racionalista en la ciudad, que más tarde acabaría extendiéndose al resto del archipiélago canario.
En una extensa franja de terreno que iba desde el parque Doramas hasta el barrio de Alcaravaneras, ocupada hasta entonces por huertas y algunos hoteles y chalets de corte europeo ideados por el arquitecto Eduardo Laforet, Miguel Martín proyectó una urbanización residencial de viviendas unifamiliares de una, dos y hasta tres plantas, con pequeños apartamentos; todo ello, rodeado de jardines.
En la calle Rafael Dávila nació Alejandro F. Ibrahim Perera, Dr. Ingeniero Aeronáutico, que es pionero en el éxito del modelo de negocio del mayor centro de estacionamiento y mantenimiento de aeronaves de Europa.

## Características

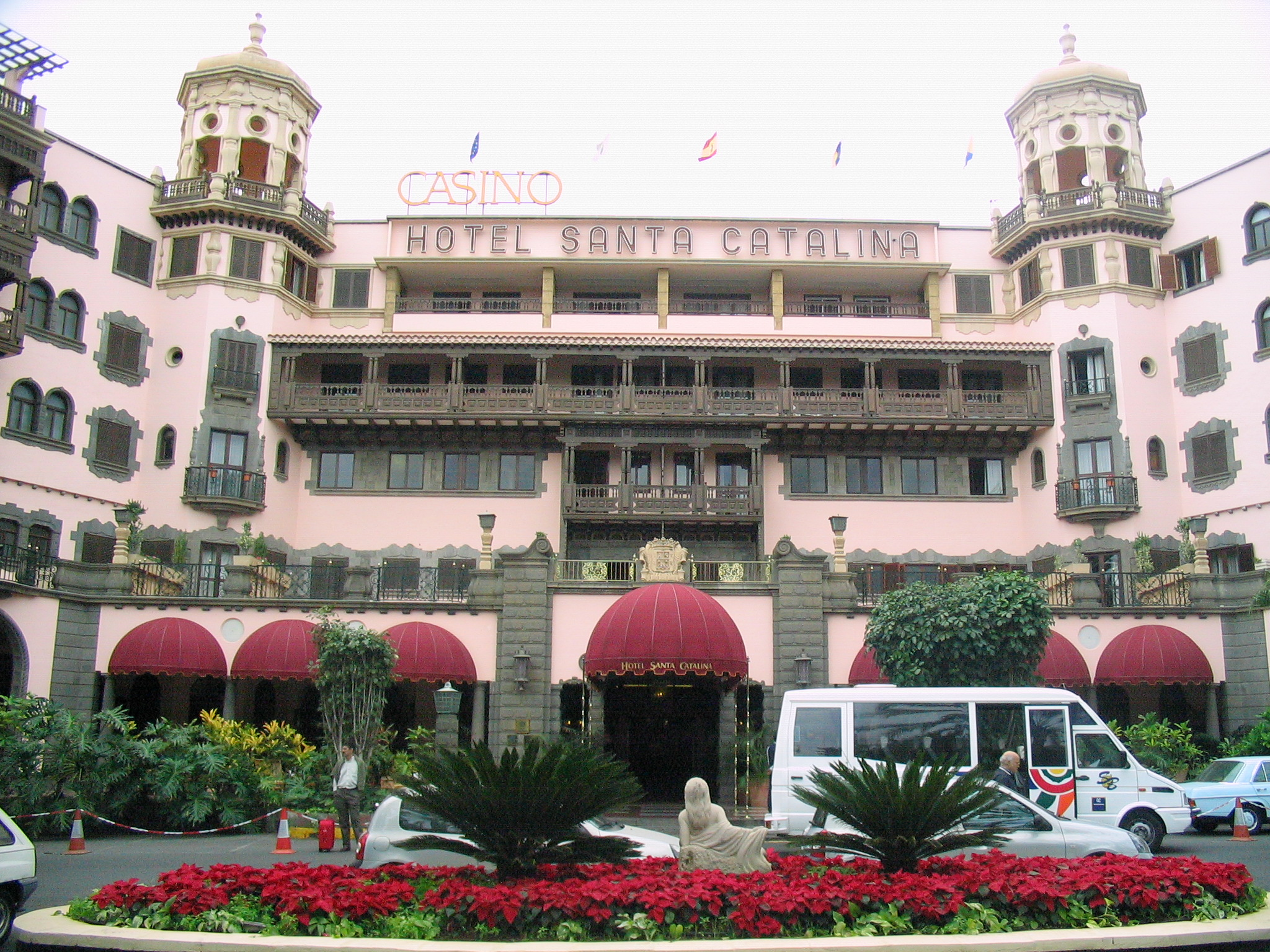
Hotel Santa Catalina, ubicado en el centro del Parque Doramas.

La urbanización general del barrio se caracteriza por calles estrechas, con esquinas en chaflán cóncavo en algunas de las intersecciones, una solución viaria nunca antes aplicada en la ciudad. Tal desarrollo dio como resultado pequeñas placetillas en las esquinas de calles como Pío XII o Maestro Valle.
Ciudad Jardín tiene un carácter exclusivamente residencial, destacando el carácter recogido de sus calles. En ella existen también algunos edificios públicos importantes, como la residencia oficial del presidente del Gobierno de Canarias durante sus estancias en Las Palmas de Gran Canaria, situada en un chalet de la calle Camilo Saint-Saëns, la residencia del Jefe del MACAN (Mando Aéreo de Canarias), el edificio principal de la Cruz Roja en la ciudad y el antiguo Hotel Metropole, hoy ocupado las dependencias municipales del Ayuntamiento de Las Palmas de Gran Canaria.
El parque Doramas con fuentes y estatuas y plantas endémicas, tiene un monumento con aborígenes despeñándose de un precipicio para escapar de la esclavitud, representa la resistencia del caudillo Doramas.